# Tripoli SC
Tripoli SC (arab.: نادي طرابلس الرياضي) – libański klub piłkarski założony w 2000 roku. jego poprzednia nazwa brzmiała "Olympic Beirut".

## Sukcesy
- I liga: 1

2003.
- Puchar Libanu: 2

2003, 2015.

## Występy w azjatyckich pucharach
- Puchar AFC: 1 występ

2004: ćwierćfinał